# Benno Lux
Benno Lux (* 16. Juni 1930 in der Steiermark; † 4. März 2013) war ein österreichischer Chemiker, Pulvermetallurge und Hartmetallfachmann.

## Leben und Wirken
Nach dem Abitur 1948 studierte Benno Lux Technische Chemie an der Technischen Universität Graz, spezialisierte sich zum Ende hin auf Anorganische und Physikalische Chemie und graduierte dort 1954 bei Gustav Franz Hüttig zum Diplomingenieur. Während seiner Dissertation über Das Verhalten metallreicher, hochschmelzender Silizide gegenüber Bor, Kohlenstoff, Stickstoff und Sauerstoff, welche durch Richard Kieffer und Hans Nowotny von der Technischen Universität Wien (TU Wien) betreut wurden, arbeitete er beim Metallwerk Plansee in Reutte/Tirol. Nach seiner Dissertation wechselte Benno Lux zum Battelle-Institut in Genf/Schweiz, wo er seine Forschungsschwerpunkte auf die industrielle Forschung unter anderem auf den Gebieten Metallurgie, Keramik, Hartmetall, Glas und Baumaterialien setzte. Er arbeitete unter anderem an der Erhärtung von eutektischen Schmelzen und dem gerichteten Kristallwachstum und entwickelte ein Verfahren zur Abscheidung von Aluminiumoxid mittels CVD auf unterschiedlichen Werkzeugen. 1972 habilitierte er sich an der Technischen Universität Wien zur Theorie der Keimbildung bei der Erstarrung metallischer Schmelzen und erhielt damit seine Venia Docendi. 1977 wurde Lux dort zum Professor und übernahm das Institut für Chemische Technologie Anorganischer Stoffe. Auch in Wien forschte Lux über Gusseisen, CVD und Keramik.
Mit Erik Lassner von der Firma Wolfram Bergbau und Hüttengesellschaft in Sankt Martin/Österreich, welchen er bereits aus seiner Zeit in Graz kannte, arbeitete er intensiv auf dem Gebiet der Pulvermetallurgie und der Wolfram-Forschung zusammen. Über zwanzig Jahre hatten zahlreiche Diplom- und Doktorarbeiten die Reduktion von Wolframoxid zum Wolframmetall, dessen Carburierung zu Wolframcarbid sowie den Hartmetall-Sinterprozess zum Thema.
Mit Unterstützung zahlreicher industrieller Unternehmen und des österreichischen Fonds zur Förderung der wissenschaftlichen Forschung begann Benno Lux 1984 mit Arbeiten zur Niederdruck-Diamantabscheidung. Von 1985 bis 1989 war er Präsident der Internationalen Plansee Gesellschaft für Pulvermetallurgie. 1991 wurde Benno Lux Chefredakteur des International Journal of Refractory Metals and Hard Materials (IJRMHM), eine Stelle, die er bis zu seiner Pensionierung im Alter von 75 Jahren innehielt. Er starb nach langer Krankheit im Alter von 82 Jahren und hinterließ seine Frau Traudl und ihre drei gemeinsamen Kinder Heribert, Angelika und Cornelia.

## Auszeichnungen
- 1963 Eugen-Piwowarsky-Preis vom Verein Deutscher Gießereifachleute für seine Arbeiten zur Erstarrung von Gusseisen[3]
- 1993 Erwin Schrödinger-Preis der Österreichischen Akademie der Wissenschaften[3]
- 1994 korrespondierendes Mitglied der Österreichischen Akademie der Wissenschaften[3]